# Vladimir Prelog
Vladimir Prelog (Sarajevo, 23 juli 1906 – Zürich, 7 januari 1998) was een Kroatisch-Zwitserse chemicus die werkte in Praag, Zagreb en Zürich. Prelog won in 1975 de Nobelprijs voor Scheikunde voor zijn bijdrage aan de stereochemie en de synthese van natuurlijke voorkomende verbindingen.

## Vroege jaren
Prelog werd geboren in Bosnië en Herzegovina, dat op dat moment deel uitmaakte van Oostenrijk-Hongarije en later een deel van Joegoslavië werd. Hij was de zoon van de onderwijzer Milan Prelog en Mara Cettolo. In 1915 verhuisde Prelog naar Zagreb. Na zijn middelbare school in Zagreb ging Prelog studeren aan de Technische Universiteit in Praag bij Emil Votoček.
Het was echter diens assistent, Rudolf Lukeš, die hem introduceerde in de organische chemie. Na het ontvangen van zijn doctoraat in 1929 kon Prelog geen academische positie vinden door het tegenzittende economische klimaat. Hij kon een baan vinden in het laboratorium van G.J. Dríza in Praag, waar hij tevens fundamenteel onderzoek kon doen.

## Werk in Zagreb
In 1935 kreeg hij de kans om te werken aan de technische faculteit van de Universiteit van Zagreb. Hier werkte hij, gesponsord door het farmaceutische bedrijf "Kašel", nu Pliva, aan kinine-derivaten. Dit leidde uiteindelijk tot de ontwikkeling van Streptazol, een van de eerste commercieel geproduceerde sulfonamiden.

## Werk in Zürich
In 1941, na de bezetting van Zagreb door nazi-Duitsland, ontvluchtte Prelog Kroatië en accepteerde hij een uitnodiging van Lavoslav Ružička om aan de ETH in Zürich te komen werken. Daar werkte hij zich langzaam langs de academische ladder omhoog, van assistent in 1941 tot uiteindelijk in 1957 hoofd van het organische chemisch laboratorium, als opvolger van Ružička.
Prelogs belangrijkste interesses waren natuurstoffen, van adamantaan tot rafamycines en boromycines. Tijdens het werk aan deze natuurstoffen kwamen veelal stereochemische problemen naar voren. Samen met Robert Cahn en Christopher Kelk Ingold, formuleerde hij de Cahn-Ingold-Prelog-prioriteitsregels, een nomenclatuursysteem die tot op heden nog steeds gebruikt worden om de absolute configuratie rondom een asymmetrisch koolstofatoom aan te geven. Zürich is mede door het werk van Lavoslav Ružička en Vladimir Prelog een van de toonaangevende onderzoekscentra geworden van moderne organische chemie.

## Nobelprijswinnaar
Prelog deelde in 1975 met de Australisch / Britse chemicus John Cornforth de Nobelprijs voor de chemie voor zijn werk aan natuurstoffen en zijn werk in de stereochemie. Verder werd hij onderscheiden met de Marcel Benoist Award (1965), de Davy-medaille (1967), de August Wilhelm von Hofmann medaille voor scheikunde (1968), de ACS Roger Adams Medal (1969) en de Paracelsus-medaille (1976).

## Privé-leven
Prelog trouwde in 1933 in Praag met Kamila Vitek en kreeg een zoon, Jan in 1949. In 1959 verkreeg hij het Zwitserse staatsburgerschap. Vladimir Prelog stierf in Zürich op 92-jarige leeftijd. Een urn met Prelogs overblijfselen werd overgebracht naar de Mirogoj Begraafplaats in Zagreb op 27 september 2001.
1901: Van 't Hoff ·
1902: E. Fischer ·
1903: Arrhenius ·
1904: Ramsay ·
1905: Baeyer ·
1906: Moissan ·
1907: Buchner ·
1908: Rutherford ·
1909: Ostwald ·
1910: Wallach ·
1911: Curie ·
1912: Grignard, Sabatier ·
1913: Werner ·
1914: Richards ·
1915: Willstätter ·
1918: Haber ·
1920: Nernst ·
1921: Soddy ·
1922: Aston ·
1923: Pregl ·
1925: Zsigmondy ·
1926: Svedberg ·
1927: Wieland ·
1928: Windaus ·
1929: Harden, Euler-Chelpin ·
1930: H. Fischer · 
1931: Bosch, Bergius ·
1932: Langmuir ·
1934: Urey ·
1935: F. Joliot-Curie, I. Joliot-Curie ·
1936: Debye ·
1937: Haworth, Karrer ·
1938: Kuhn ·
1939: Butenandt, Ružička ·
1943: Hevesy · 
1944: Hahn ·
1945: Virtanen ·
1946: Sumner, Northrop, Stanley ·
1947: Robinson · 
1948: Tiselius · 
1949: Giauque ·
1950: Diels, Alder ·
1951: McMillan, Seaborg ·
1952: Martin, Synge ·
1953: Staudinger ·
1954: Pauling ·
1955: Vigneaud ·
1956: Hinshelwood, Semjonov ·
1957: Todd ·
1958: Sanger ·
1959: Heyrovský ·
1960: Libby ·
1961: Calvin ·
1962: Perutz, Kendrew ·
1963: Ziegler, Natta ·
1964: Hodgkin ·
1965: Woodward ·
1966: Mulliken ·
1967: Eigen, Norrish, Porter ·
1968: Onsager ·
1969: Barton, Hassel ·
1970: Leloir ·
1971: Herzberg ·
1972: Anfinsen, Moore, Stein · 
1973: E.O. Fischer, Wilkinson · 
1974: Flory ·
1975: Cornforth, Prelog ·
1976: Lipscomb ·
1977: Prigogine · 
1978: Mitchell ·
1979: Brown, Wittig ·
1980: Berg, Gilbert, Sanger ·
1981: Fukui, Hoffmann ·
1982: Klug ·
1983: Taube ·
1984: Merrifield ·
1985: Hauptman, Karle ·
1986: Herschbach, Lee, Polanyi ·
1987: Cram, Lehn, Pedersen ·
1988: Deisenhofer, Huber, Michel ·
1989: Altman, Cech ·
1990: Corey ·
1991: Ernst ·
1992: Marcus ·
1993: Mullis, Smith ·
1994: Olah ·
1995: Crutzen, Molina, Rowland ·
1996: Curl, Kroto, Smalley ·
1997: Boyer, Walker, Skou ·
1998: Kohn, Pople ·
1999: Zewail ·
2000: Heeger, MacDiarmid, Shirakawa ·
2001: Knowles, Noyori, Sharpless ·
2002: Fenn, Tanaka, Wüthrich ·
2003: Agre, MacKinnon ·
2004: Ciechanover, Hershko, Rose ·
2005: Grubbs, Schrock, Chauvin ·
2006: Kornberg ·
2007: Ertl ·
2008: Shimomura, Chalfie, Tsien ·
2009: Steitz, Yonath, Ramakrishnan ·
2010: Heck, Negishi, Suzuki ·
2011: Shechtman ·
2012: Kobilka, Lefkowitz ·
2013: Karplus, Levitt, Warshel ·
2014: Betzig, Hell, Moerner ·
2015: Lindahl, Modrich, Sancar ·
2016: Sauvage, Stoddart, Feringa ·
2017: Dubochet, Frank, Henderson · 
2018: Arnold, Winter, Smith ·   
2019: Goodenough, Whittingham, Yoshino ·
2020: Charpentier, Doudna ·
2021: List, MacMillan ·
2022: Bertozzi, Meldal, Sharpless ·
2023: Bawendi, Brus, Jekimov ·
2024: Baker, Hassabis, Jumper